# Silver Spoons
Silver Spoons es una serie de comedia de televisión estadounidense que se emitió en NBC del 25 de septiembre de 1982 al 11 de mayo de 1986, y en redifusión del 27 de septiembre de 1986 al 30 de mayo de 1987. La serie fue producida por Embassy Television durante las primeras cuatro temporadas, hasta que Embassy Communications trasladó la serie a sindicación. Silver Spoons fue creada por Martin Cohan, Howard Leeds y Ben Starr.
El programa se centra en un hombre millonario llamado Edward Stratton III y su relación con su joven hijo Ricky Stratton. Ricky fue el producto de un breve matrimonio entre Edward y la madre de Ricky. Edward no sabía que tenía un hijo hasta que Ricky llega a vivir con él al comienzo de la serie. El reparto principal está formado por Joel Higgins como Edward, Ricky Schroder como Ricky, Leonard Lightfoot como el abogado de Edward, Franklyn Seales como el gerente comercial de Edward y Erin Gray como la asistente personal de Edward y su posterior interés amoroso. Jason Bateman interpreta al mejor amigo de Ricky durante las dos primeras temporadas del programa, siendo reemplazado por Alfonso Ribeiro durante las temporadas restantes. John Houseman interpreta al padre de Edward.

## Sinopsis
En el episodio piloto, Ricky Stratton (Ricky Schroder) llega a la mansión del padre que nunca conoció para presentarse, mudarse y conocerlo mejor. Edward Stratton III (Joel Higgins) personifica la frase "niño grande", ya que nunca se ha hecho responsable de nada en su vida, incluido de su negocio de juguetes, Eddie's Toys. Ricky reconoce que su padre necesita crecer, mientras que Edward piensa que su hijo es demasiado maduro y necesita divertirse más mientras aún es joven.
El padre de Edward (Edward Stratton II) es interpretado por John Houseman, siendo el patriarca y magnate inteligente y adinerado cuyo comportamiento contrasta enormemente con el de Edward, y parece más similar al de Ricky (en los primeros episodios). A lo largo de la serie, surge una tensión cómica entre la creencia del abuelo Stratton de que las personas con dinero están obligadas a ganar más dinero y la creencia de Edward de que el dinero debe usarse para hacer feliz a la gente. Ricky a menudo se encuentra atrapado entre los dos, deseando únicamente paz y armonía dentro de la familia.
La madre de Ricky es la exesposa de Edward, Evelyn Stratton Whiting (Christine Belford). La relación romántica de Edward y Evelyn condujo a un matrimonio que duró tan solo una semana. Ahora Evelyn se ha vuelto a casar y ha colocado a Ricky en un internado. Cuando Ricky llega a la residencia de los Stratton, Edward se queda atónito al descubrir que su breve matrimonio de hace mucho tiempo produjo un hijo. Al principio, envía a Ricky de regreso al internado, pero luego se disfraza de monstruo del pantano para sacar a Ricky de la escuela y llevarlo de regreso a la mansión para vivir con él. La mansión está repleta de juegos arcade y un tren de carga a escala circula por ella.
Edward exhibe su niñez y alegría de muchas maneras, como por ejemplo realizando un pequeño baile mientras el juego Pac-Man reproduce su canción principal. La asistente personal de Stratton, Kate Summers (Erin Gray), es a menudo la voz de la razón. El papel de Kate añade tensión al y proporciona un incentivo para que Edward actúe de forma más madura (al menos a veces). La relación de Edward y Kate da paso a una boda en la tercera temporada.
Durante los primeros años de la serie, Ricky se hace amigo de Derek Taylor (Jason Bateman, temporadas 1 y 2), de J.T. Martin (Bobby Fite, temporadas 1 y 2) y de Freddy Lippincottleman (Corky Pigeon, temporadas 1 a 4). Se meten en muchos problemas y aprenden muchas lecciones de la infancia a lo largo del camino. Leslie Crambottom, interpretada por Georgi Irene, está muy enamorada de Ricky.
El abogado original de Edward fue Leonard Rollins (Leonard Lightfoot), quien se fue después de la primera temporada fue reemplazado por el gerente comercial Dexter Stuffins (Franklyn Seales), quien era algo más estirado y erudito de lo que había sido Leonard. Dexter permaneció durante el resto de la serie, y en otoño de 1984 se le unió su sobrino Alfonso Spears (Alfonso Ribeiro, temporadas 3-5), amante del breakdance y que se convirtió en el nuevo mejor amigo de Ricky. Una vez que Ricky, Freddy y Alfonso estaban en la escuela secundaria en la cuarta temporada, su círculo se completó con Brad (Billy Jacoby, temporadas 4-5). Ese año, mientras Kate y Edward se adaptaban a la vida de casados, el tío anciano de Kate, Harry Summers (Ray Walston), se mudó a la mansión Stratton.

## Elenco

### Reparto principal
- Ricky Schroder como Ricky Stratton
- Joel Higgins como Edward Stratton III
- Erin Gray como Katherine "Kate" Summers-Stratton
- Leonard Lightfoot como Leonard Rollins (Temporada 1)
- Franklyn Seales como Dexter Roosevelt Stuffins (Invitado temporada 1; Principal temporadas 2-5)
- Alfonso Ribeiro como Alfonso Spears (temporadas 3 a 5)

### Elenco recurrente
- Jason Bateman como Derek Taylor (Temporadas 1 y 2)
- Bobby Fite como J.T. Martin (Temporadas 1 y 2)
- Corky Pigeon como Fredrick March "Freddy" Lippincottleman (Temporadas 1-4)
- Billy Jacoby como Brad Langford (Temporadas 4 y 5)
- John Houseman como el abuelo Edward Stratton II (temporadas 1-5)
- Christine Belford como Evelyn Stratton Whiting (Temporadas 1-5)
- Ray Walston como el tío Harry Summers (Temporada 4)

## Episodios
La serie tuvo cinco temporadas, con un total de 116 episodios, desde el 25 de septiembre de 1982 hasta el 30 de mayo de 1987.
| Temporada | Episodios | Fecha de inicio          | Fecha de fin        |
| --------- | --------- | ------------------------ | ------------------- |
| 1         | 22        | 25 de septiembre de 1982 | 30 de abril de 1983 |
| 2         | 22        | 15 de octubre de 1983    | 7 de abril de 1984  |
| 3         | 24        | 16 de septiembre de 1984 | 7 de abril de 1985  |
| 4         | 24        | 15 de septiembre de 1985 | 11 de mayo de 1986  |
| 5         | 24        | 27 de septiembre de 1986 | 30 de mayo de 1987  |

## Producción

### Música
La canción principal del programa, titulada "Together", fue escrita por Rik Howard y Bob Wirth. La versión original estuvo acompañada mayoritariamente por guitarra y con la voz de Ron Dante. En 1985, se utilizó una segunda versión del tema sintetizada con un vocalista diferente. La tercera versión del tema, una versión rock, se introdujo en enero de 1986, y comenzó a usarse durante la segunda mitad de la temporada 4 con la voz nuevamente de Ron Dante y compuesta por Ray Colcord.

### Ubicaciones
Aunque la ubicación del programa fue la ciudad ficticia Mockingbird Lane, Shallow Springs, Long Island, Nueva York, la mansión del período Tudor que se muestra en los créditos iniciales (que representa a la mansión Stratton) es en realidad una residencia privada ubicada en Warwickshire, Inglaterra. La mansión, llamada Compton Wynyates, fue construida en 1481. Antes de Silver Spoons, se utilizó en la película de Disney Candleshoe de 1977, protagonizada por Helen Hayes, Jodie Foster y David Niven.

## Medios domésticos
El 19 de junio de 2007, Sony Pictures Home Entertainment lanzó la primera temporada de Silver Spoons en DVD. A partir de 2015, este lanzamiento se ha descontinuado y se encuentra agotado.